# Chiesa di San Rocco (Waasmunster)
La chiesa di San Rocco è la parrocchiale a Sombeke, frazione del comune di Waasmunster nelle Fiandre. Risale al XVII secolo.

## Storia

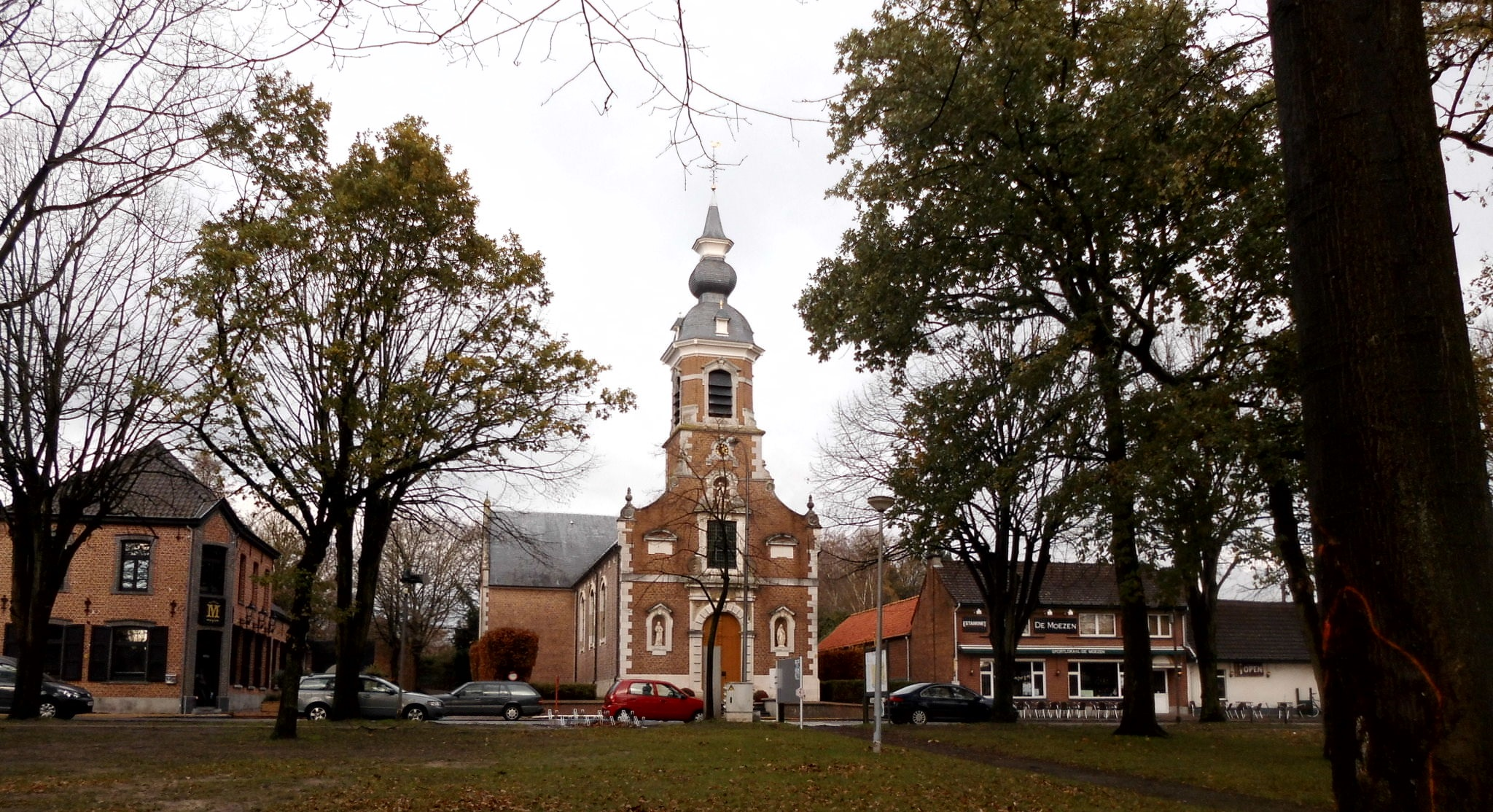
Chiesa di San Rocco a Sombeke.

La prima cappella con dedicazione a San Rocco, San Giuseppe e Sant'Uberto venne eretta a Sombeke nel 1629 per volere del balivo della signoria di Sombeke, Jacob Laureyns, anche grazie a donazioni dei fedeli del posto. La solenne consacrazione venne celebrata nel 1634. Già sei anni dopo la chiesa venne ricostruita di più ampie dimensioni e riconsacrata nel 1643 da Antoine Triest, vescovo di Gand. Venne elevata a dignità di chiesa parrocchiale nel 1888 e subito dopo nuovamente ampliata, con la demolizione del coro originale e la costruzione del transetto con le nuove sacrestie e il nuovo coro. La prima sacrestia venne utilizzata come battistero. Nel 1890 la torre campanaria sino a quel momento in legno fu riedificata in pietra. L'anno successivo un nuovo intervento alla struttura portò al rifacimento della facciata. Gli ultimi interventi di restauro conservativo risalgono al 1986.

## Descrizione

### Esterni
La chiesa è in stile barocco e la facciata è in mattoni a vista e pietra arenaria con coperture in ardesia. Si caratterizza per la torre campanaria posta centralmente in posizione avanzata, per la cella con grandi finestre a monofora e per l'elaborata copertura apicale.

### Interni
La navata interna è unica con volta a crociera. Il battistero è chiuso da un cancello in ferro. Nel coro è presente un'antica ed artistica vetrata con un medaglione che raffigura San Rocco di Montpellier e nella cantoria l'organo a canne.